# Sheboygan Falls
Sheboygan Falls is een plaats (city) in de Amerikaanse staat Wisconsin, en valt bestuurlijk gezien onder Sheboygan County.

## Demografie
Bij de volkstelling in 2000 werd het aantal inwoners vastgesteld op 6772. In 2006 is het aantal inwoners door het United States Census Bureau geschat op 7663, een stijging van 891 (13,2%).

## Geografie
Volgens het United States Census Bureau beslaat de plaats een oppervlakte van 10,8 km², waarvan 10,6 km² land en 0,2 km² water. Sheboygan Falls ligt op ongeveer 201 m boven zeeniveau.

## Plaatsen in de nabije omgeving
De onderstaande figuur toont nabijgelegen plaatsen in een straal van 12 km rond Sheboygan Falls.